# 山陰県
山陰県（さんいん-けん）は中華人民共和国山西省朔州市に位置する県。

## 歴史
遼代に設置された河陰県を前身とする。1167年（大定7年）、金朝により山陰県と改称される。1265年（至元2年）、元朝により廃止され金城県に編入されたが、元末に再設置されている。
1949年から1952年までは察哈爾省の管轄とされた。

## 行政区画
- 鎮:玉井鎮、北周荘鎮、古城鎮、岱岳鎮
- 郷:呉馬営郷、馬営郷、下喇叭郷、合盛堡郷、安栄郷、薛圐圙郷、後所郷、張家荘郷、馬営荘郷